# Lliga LEB Bronze
La LEB Bronze va ser una quarta categoria del bàsquet espanyol que es va celebrar entre els anys 2007 i 2009. Es trobava just per sota de la LEB Plata.

## Equips participants en la temporada 2008-09
| Equip                                   | Colors         | Pavelló                              | Ciutat              |
| --------------------------------------- | -------------- | ------------------------------------ | ------------------- |
| Merida Patrimonio de la Humanidad       | Negre          | Polideportivo Guadiana               | Mèrida              |
| AD Molina                               | Groc           | Pabellón Serreiras                   | Molina de Segura    |
| ADT Tarragona                           | Negre i groc   | Casal Esportiu Riu Clar              | Tarragona           |
| Rayet Guadalajara                       | Morat          | Polideportivo San José               | Guadalajara         |
| Alaior Opel Coinga Jovent               | Blanc          | Pavelló Esportiu Municipal d'Alaior  | Alaior              |
| CB Sant Josep Girona                    | Blau           | Pavelló Girona-Fontajau              | Girona              |
| Balneario Archena                       | Vermell        | Pabellón Municipal Archena           | Archena             |
| Fundación Adepal Alcázar                | Blau           | Pabellón Antonio Díaz Miguel         | Alcázar de San Juan |
| Alerta Cantabria                        | Negre          | Palacio de los Deportes de Santander | Santander           |
| Club Baloncesto Huelva                  | Blanc          | Palacio de los Deportes de Huelva    | Huelva              |
| Matchmind Carrefour El Bulevar de Ávila | Verd festuc    | Pabellón Municipal San Antonio       | Àvila               |
| CB Promobys Valle de Almanzora          | Blanc          | Pabellón Municipal Tíjola            | Tíjola              |
| Oviedo Club Baloncesto                  | Blau i taronja | Polideportivo Municipal de Pumarín   | Oviedo              |
| Racing Club Navalcarnero                | Granat i groc  | Pabellón la Estación                 | Navalcarnero        |
| Real Madrid B                           | Blanc          | Pabellón de la Ciudad del Fútbol     | Madrid              |
| Fundación Valdemoro Siglo XXI           | Blanc          | Pabellón Jesús España                | Valdemoro           |